# 3891 Werner
3891 Werner è un asteroide della fascia principale. Scoperto nel 1981, presenta un'orbita caratterizzata da un semiasse maggiore pari a 2,4044873 UA e da un'eccentricità di 0,1792032, inclinata di 1,59898° rispetto all'eclittica.